# Abinna

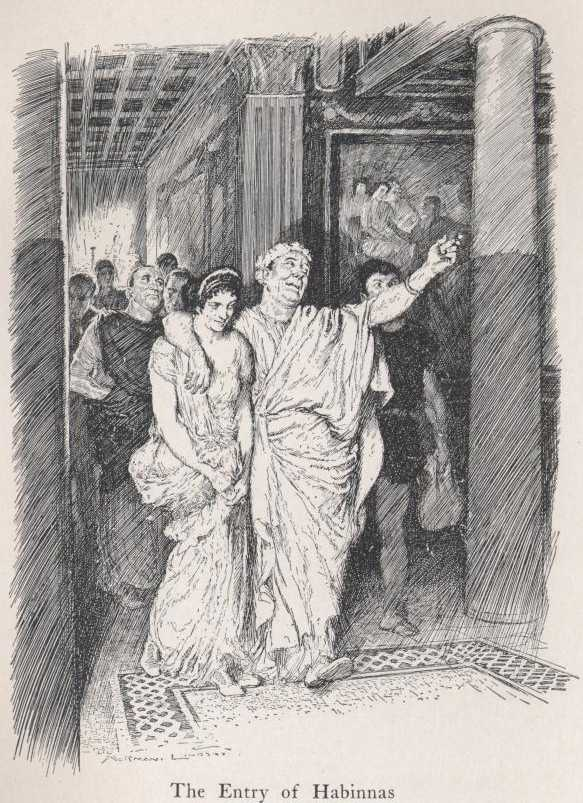
L'ingresso di Abinna e sua moglie Scintilla. Illustrazione di Norman Lindsay (1922)

Abinna è un personaggio immaginario del Satyricon di Petronio; fa la sua apparizione durante la famosa cena di Trimalcione. È un liberto, amico di Trimalchione, che svolge il mestiere di marmista; a lui il ricchissimo Trimalchione ha affidato la costruzione del suo monumento funebre, di cui ripete alcuni particolari durante la cena, raccomandando ad Abinna di rispettare puntualmente le proprie volontà.
La sua entrata in scena è stata giudicata parodica di quella di Alcibiade nel Simposio di Platone fin dal 1922; mentre il "contributo decisivo" di Abinna al "trionfo che il tema della morte, presente in vari punti della Cena...è destinato a celebrare nel finale", è stato notato da diversi studiosi fin dal 1966.
In generale, "il valore emblematico del personaggio di Abinna" è quello di incarnare "la vocazione mimetica dei liberti, capace di sfidare i modelli canonici della cultura e della società tradizionale, utilizzando linguaggi nuovi o profondamente estraniati; linguaggi di parole, di scrittura e di immagini".